# Modisimus cornutus
Modisimus cornutus là một loài nhện trong họ Pholcidae. Loài này được phát hiện ở Honduras.